# Lac Louise (Alberta)
Cet article concerne le lac en Alberta. Pour le hameau, voir Lake Louise. Pour le lac au Québec, voir Lac Louise (Québec).

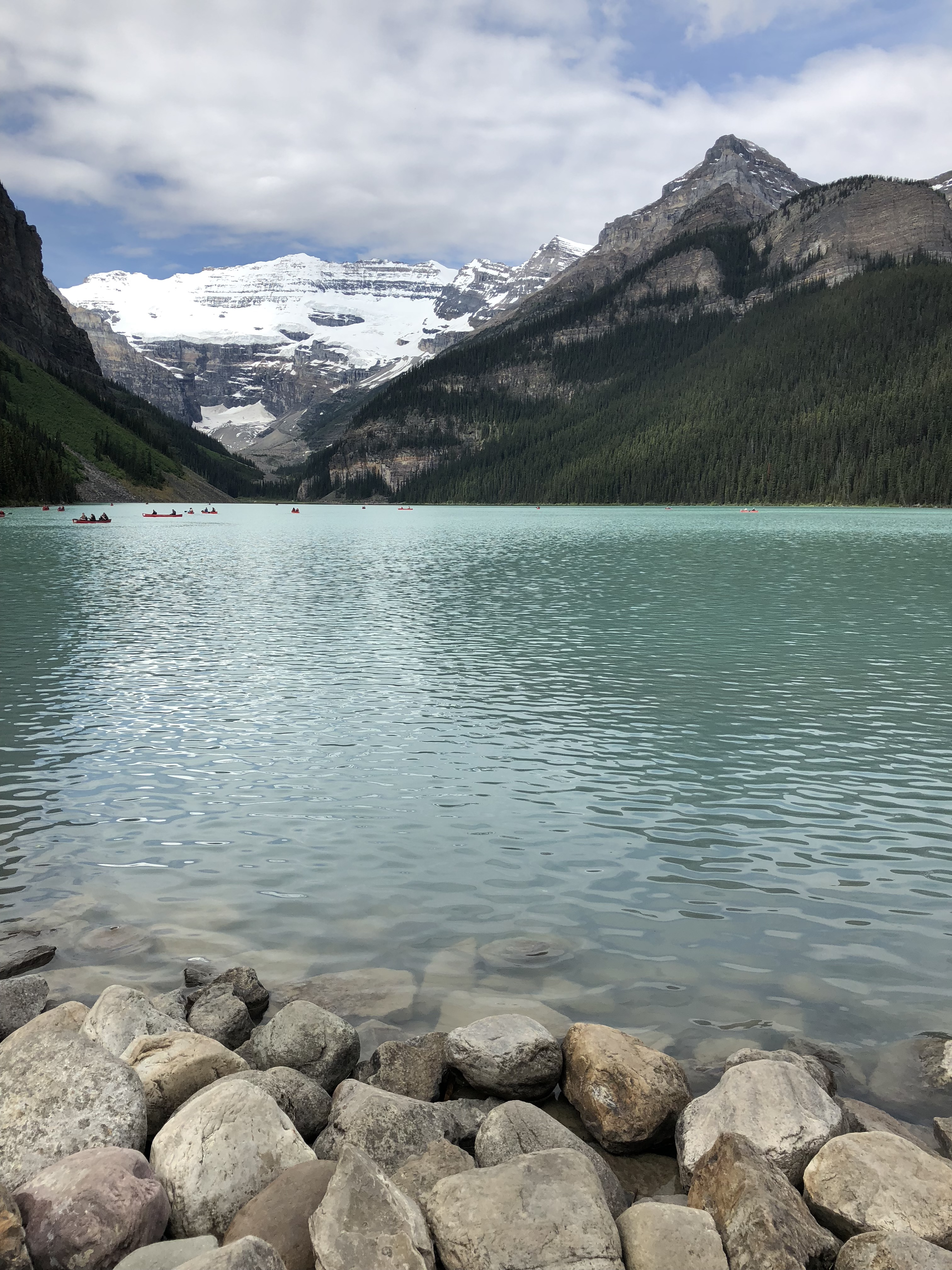
Le lac Louise en été.

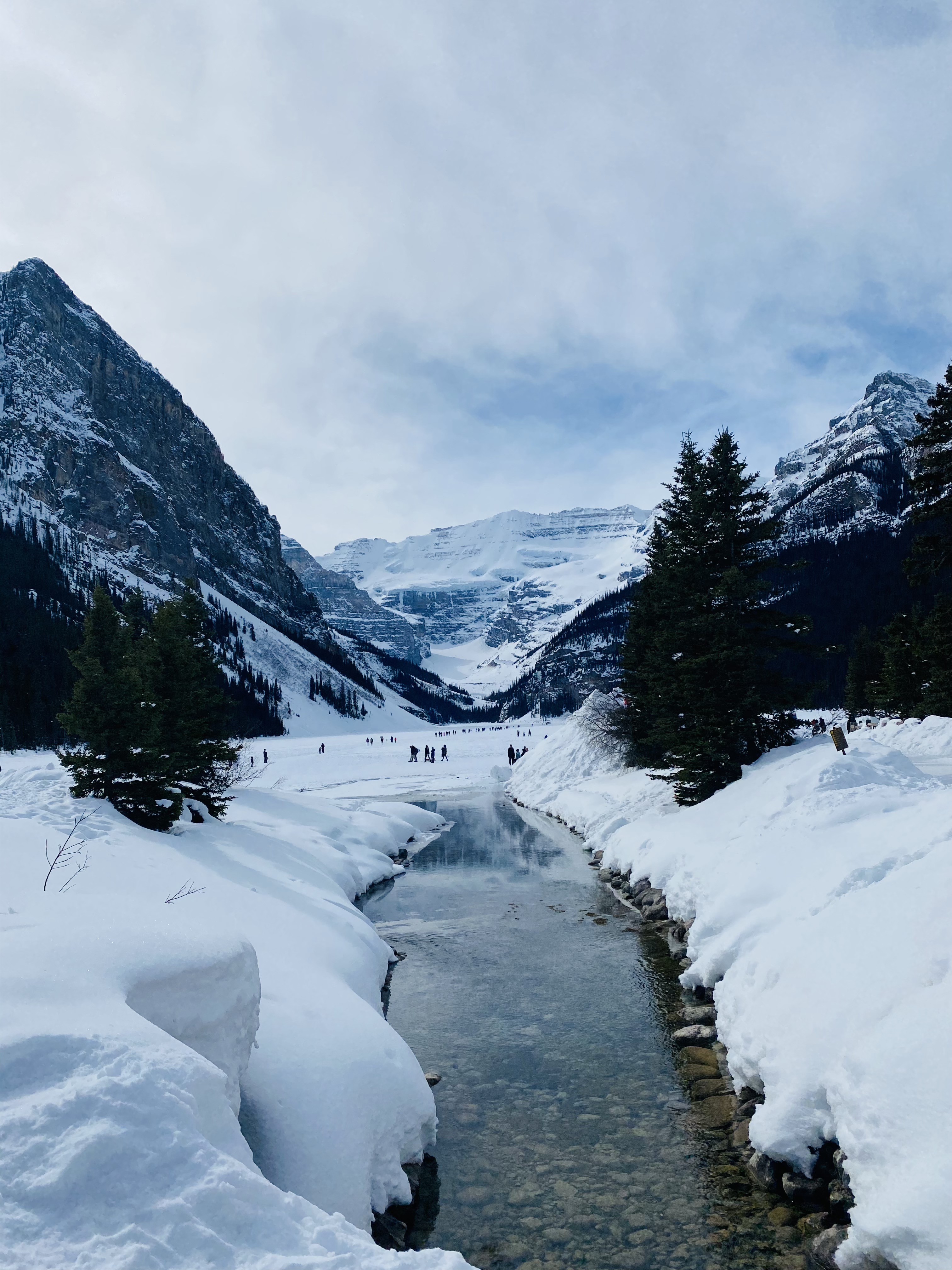
Le lac Louise en Hiver.

Le lac Louise (Lake Louise en anglais) est un lac en Alberta (Canada) dans le parc national Banff.

## Caractéristiques
En 2023, la transparence de l'eau atteignait 7,5 mètres, ce qui caractérise une eau très claire. La profondeur du lac atteint 70 mètres par endroit.Situé à 67 km de la ville de Banff, et à 190 km de Calgary, la couleur de ses eaux turquoise provient des farines de roche générées par le meulage mécanique du substrat rocheux par des glaciers alentour. Le principal glacier qui contribue aux déversements dans le lac est le glacier Victoria, situé à l'ouest du Lac Louise. Sa température ne dépasse jamais quelques degrés au-dessus du point de congélation. Long de 2,4 km et large de 1,2 km, il se déverse dans la rivière Bow. La couleur émeraude de l’eau menace  toutefois de ternir à cause de la fonte des glaciers, selon Janet Fischer et Mark Olson, professeurs de biologie au Franklin & Marshall College, en Pennsylvanie.
En hiver, la couche de glace est suffisamment épaisse pour accueillir des événements provisoires (patinoire naturelle, sculptures sur glace…).

## Histoire
En 1882, des guides autochtones y conduisent Tom Wilson, un ouvrier du Canadien Pacifique (CP), qui le nomme lac Emerald. En 1884, il prit le nom de lac Louise, en référence à la princesse Louise, duchesse d'Argyll (1848-1939), quatrième fille de la reine Victoria et l'épouse du gouverneur général, le marquis de Lorne. Le peuple originaire de la région, les Assiniboines, continue cependant de l'appeler « Horâ Juthin Îmne », qui signifie le « lac des petits poissons ». Le lac Louise fut ajouté aux institutions du parc national de Banff en 1892.

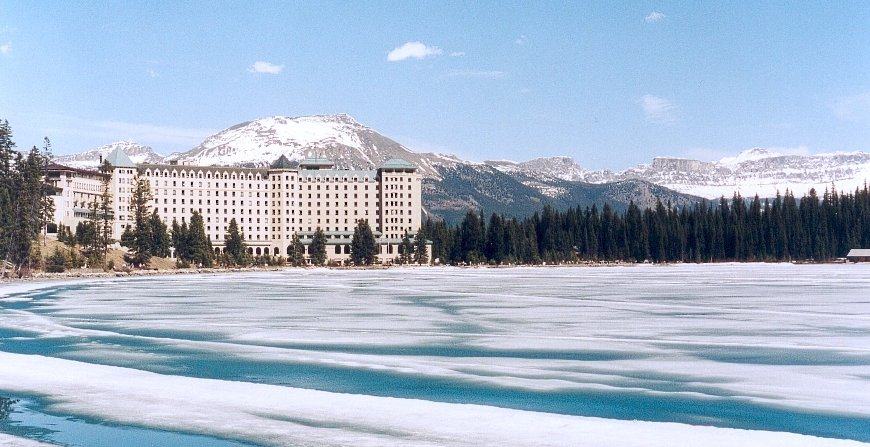
Fairmont Chateau Lake Louise Hotel.

Sur sa berge se trouve le Fairmont Château Lake Louise Hotel, dont la construction remonte à 1890 (il a été restauré en 1990). Cet hôtel a été nommé, par la revue Gourmet, l'hôtel jouissant du « meilleur paysage au monde ».[réf. nécessaire]

## Tourisme et sport
Les montagnes autour du lac sont adaptées à la pratique du ski alpin et la Coupe du monde de ski alpin y a fait halte. Le secteur est aussi prisé auprès des randonneurs, la saison de randonnée en milieu alpin débutant à la fin juin.

## Galerie

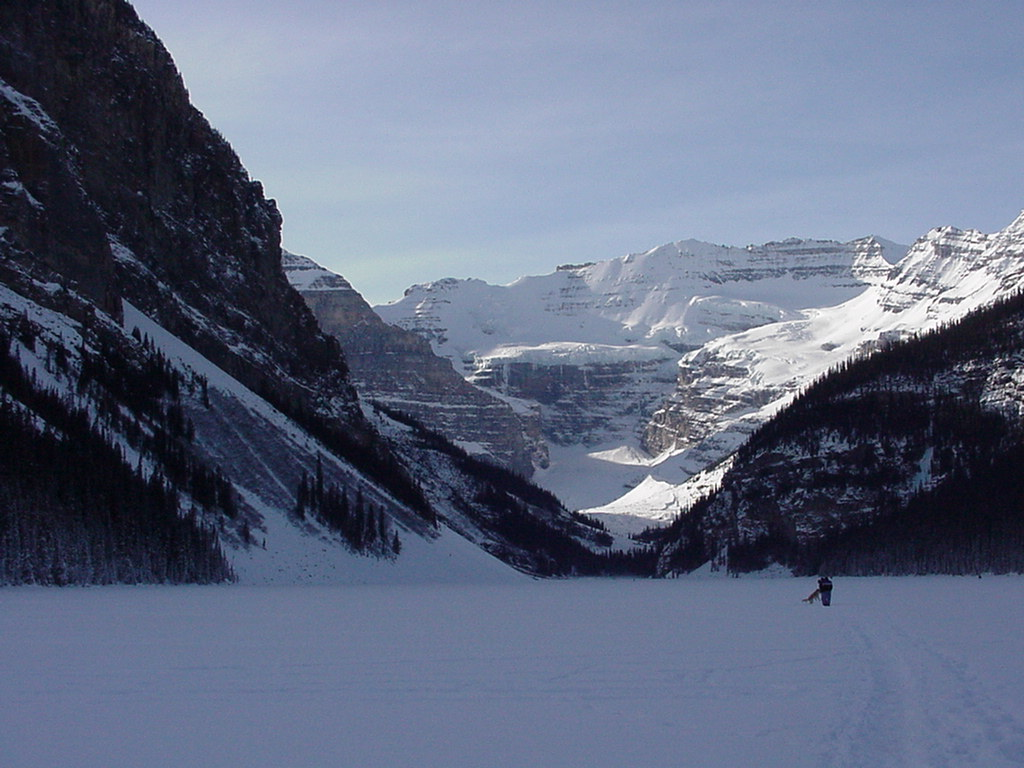
Le lac Louise et le glacier en hiver.
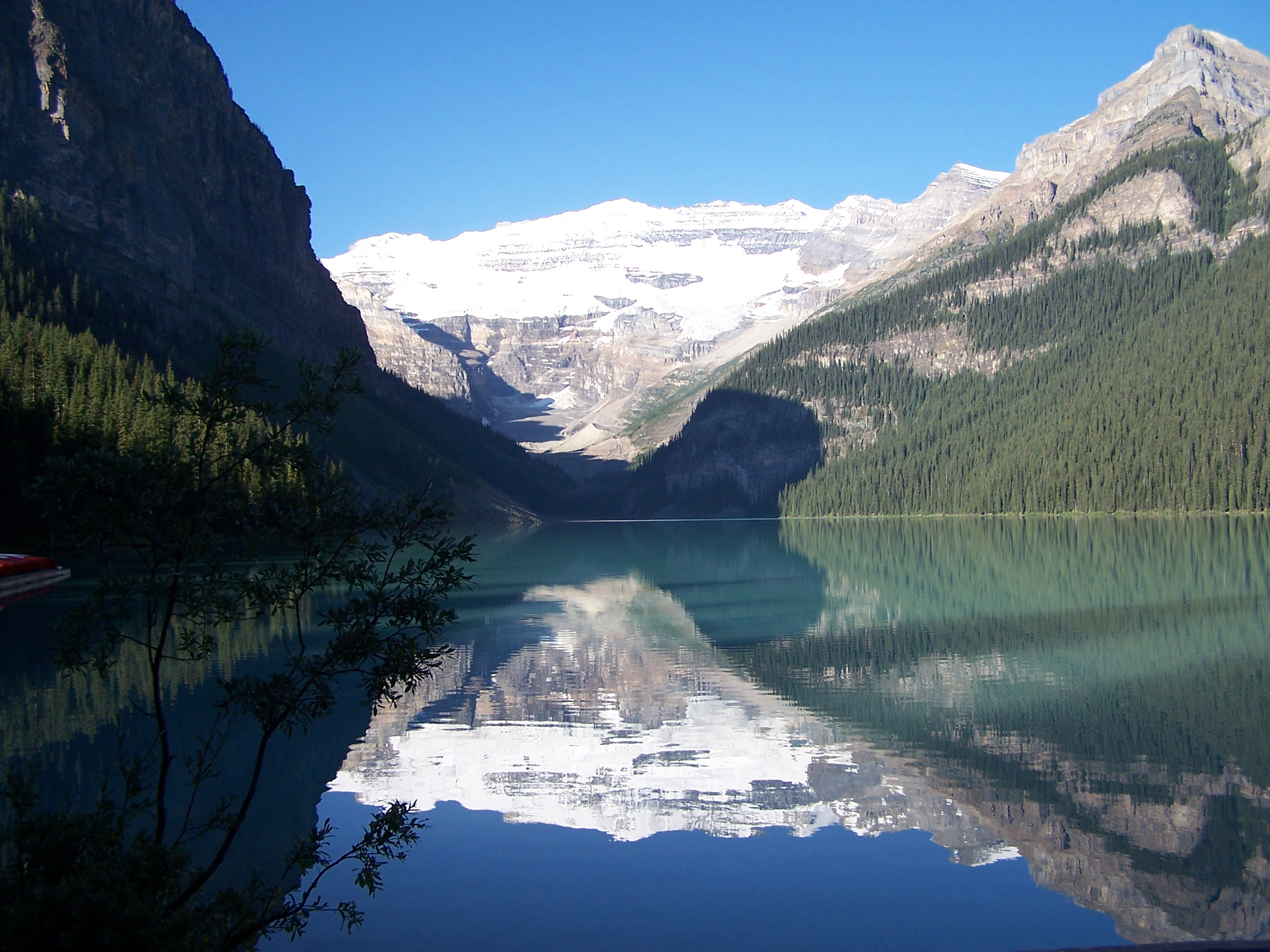
Le lac Louise et le glacier.
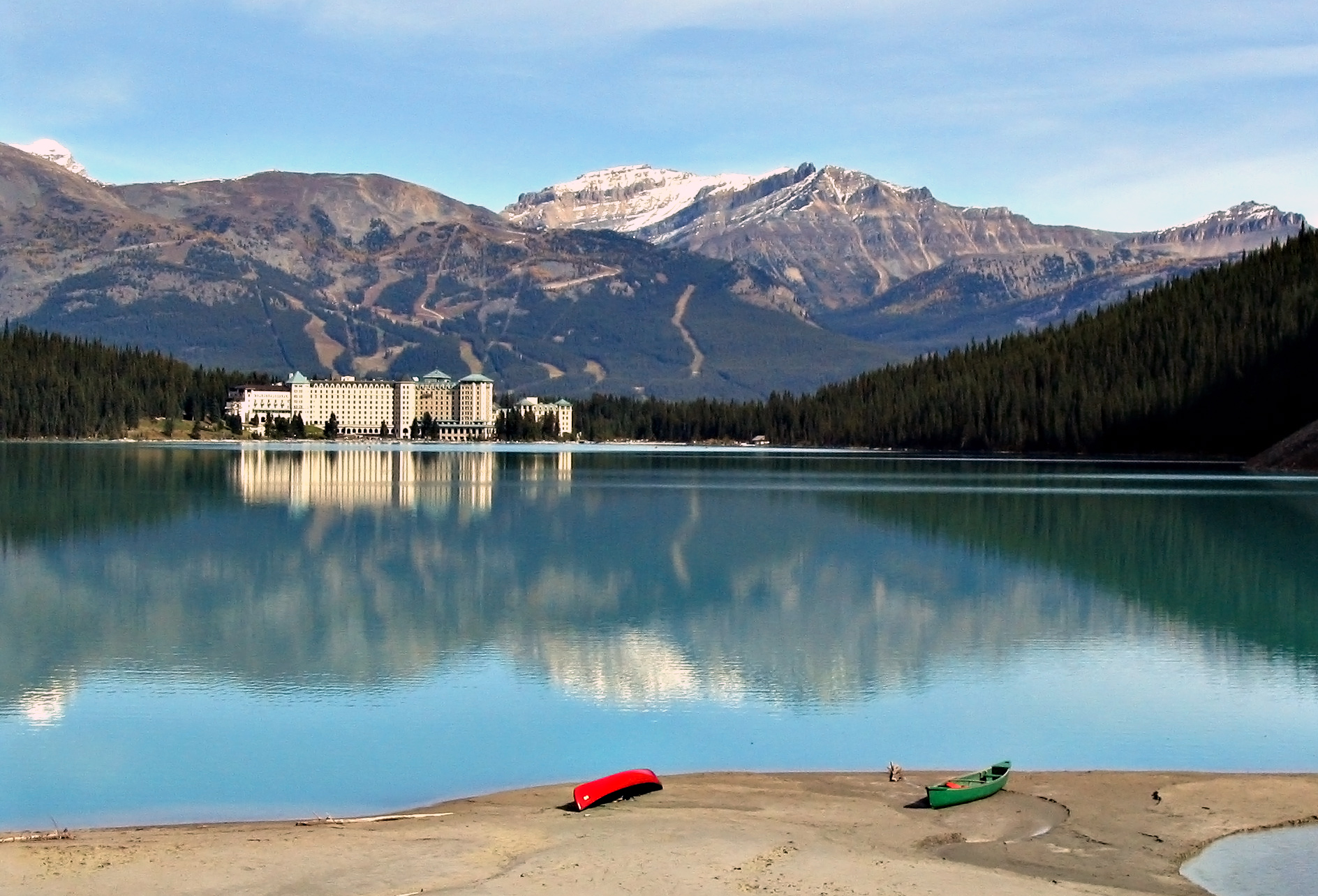
Le lac avec le château.
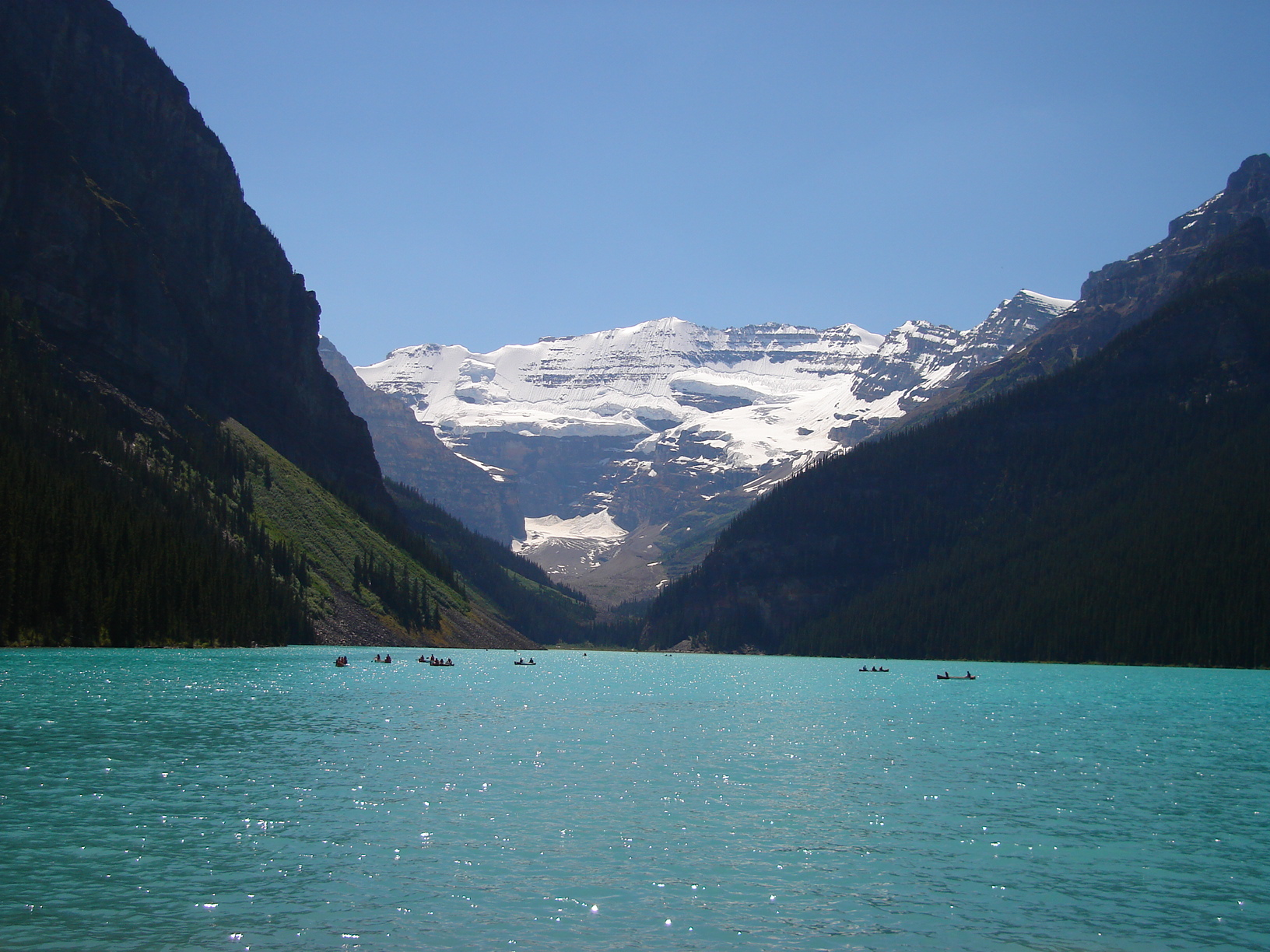
Le lac Louise en été.
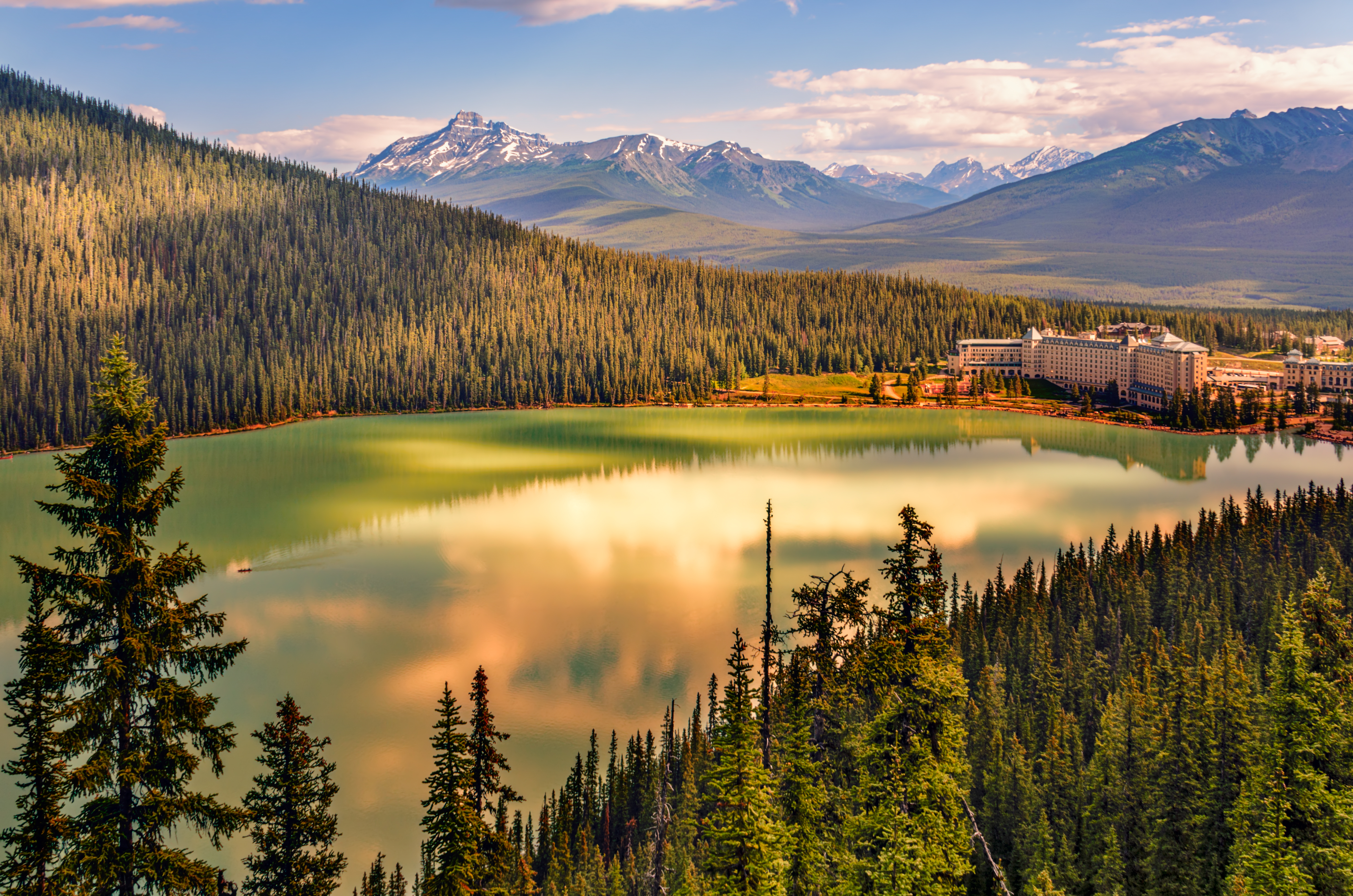
Vue d'en haut du lac Louise.
Vue générale. Juin 2019.